# Mutant Fighter
Mutant Fighter  ou  Mutant Fighters: Death Brade (デスブレイド), est un jeu de combat un contre un en 2D à thème mythologique. Le jeu a été développé et édité par Data East sur Arcade en 1991 puis porté sur Sharp X68000 et sur Super Nintendo par I'Max en 1993, uniquement au Japon,,.

## Système de jeu
Les combats se déroulent sur une arène carrée, mélangeant combat et lutte, en vue aérienne de côté.
Il y a 8 personnages mythologiques jouables:  Hercules, Fighter (un combattant), Amazoness (une Amazone), Minotaure, Lycantrope, Beast, Dragon et Golem.